# Laufenburg (Baden)
Laufenburg (Baden) är en stad i Landkreis Waldshut i regionen Hochrhein-Bodensee i Regierungsbezirk Freiburg i förbundslandet Baden-Württemberg i Tyskland.